# حزب کمونیست یونان
حزب کمونیست یونان (به یونانی: Κομμουνιστικό Κόμμα Ελλάδας) یک حزب مارکسیست لنینیست در یونان است که در سال ۱۹۱۸ پایه‌گذاری شد. این حزب در پارلمان فعلی یونان (۲۰۱۵) پنجمین حزب بزرگ است و ۱۵ کرسی از ۳۰۰ کرسی (۵.۵٪ آراء) را در اختیار دارد. این حزب از زمان بنیاد گذاریش تا سال ۱۹۷۴، به جز مدت زمان‌های کوتاهی که طی آن‌ها حزب قانونی بود، حزب کمونیست یونان منحله بود و در شرایط مخفی به کار خود ادامه می‌داد.

## تاریخچه
حزب کمونیست یونان نابودی سرمایه داری و برپا ساختن سوسیالیسم را هدف خود قرار داده است. در شرایط کنونی حزب کمونیست یونان پیشگام مبارزه برای دموکراسی، استقلال ملی، صلح و پیشرفت اجتماعی است. از همان اوان بنیاد گذاری، با سازمان دادن و هدایت مبارزات برای افزایش آزادی‌های دموکراتیک و رهائی از هرگونه بهره‌کشی و ستمگری، حزب کمونیست یونان تبدیل به نمادی برای ایده‌آل‌های طبقه کارگر، آرمان‌ها و منافع همه زحمتکشان شد.
هنگامی که یونان از سوی نیروهای فاشیست موسولینی و سپس از سوی نیروهای هیتلری مورد تجاوز و حمله قرار گرفت، کمونیست‌ها در شرایط کار مخفی، از درون زندان‌ها یا از سرزمین‌های دور مهاجرت که در پی تأسیس رژیم دیکتاتوری متاکساس در تاریخ ۴ اوت ،۱۹۳۶ در آن‌ها زندانی بودند، به همراه خلق یونان، به حمله کنندگان فاشیست “نه” گفتند و برای آزاد سازی یونان به نبرد پرداختند. حزب کمونیست یونان در تمام دوران مقاومت ملی (۱۹۴۰-۱۹۴۶) و هم‌چنین در کلیه مبارزاتی که پس از پایان جنگ جهانی دوم با ارتجاع داخلی، مداخله نظامی امپریالیسم بریتانیا و پس از آن آمریکا صورت گرفت، سازمان‌ده اصلی و رهبر جنبش تمام خلقی بوده‌است.
حزب زیر فشار و سرکوب گسترده‌ای به ابعادی باور نکردنی قرار گرفت که هدف آشکار آن، حذف کامل حزب بود. هزاران نفر از اعضاء و کادرهای حزب در زیر شکنجه کشته شدند یا آن‌ها را به طرق گوناگون به قتل رساندند. این کارزار گسترده چپ کشی، همبستگی نیروهای پیشرو را در تمام دنیا در پی داشت. مورد مشهور آن، نیکوس بلویانیس از حزب کمونیست یونان بود که در سال ۱۹۵۲ دستگیرشد و در همان سال به قتل رسید.
حزب کمونیست یونان برای جلو گیری از تبدیل یونان به پایگاه نظامی آمریکا و ناتو، در مخالفت با حضور نیروهای یونانی در جنگ کره، با سلاح‌های هسته‌ای و برای همکاری در منطقه بالکان و هم‌چنین در مخالفت با شرکت یونان در جامعه اقتصادی اروپا مبارزه کرده‌است.
حزب کمونیست یونان پیشگام مبارزه با رژیم خونتای سرهنگان بود که در تاریخ ۲۱ آوریل ۱۹۶۷ از سوی ایالات متحده آمریکا تحمیل شد و با موفقیت بر انشعاب گروه تجدید نظر طلب که حزب را در سال ۱۹۶۸ ترک کرد فائق آمد و به حزب کمونیست (داخلی) تبدیل گشت.
طی تمام دوران مقاومت در برابر دیکتاتوری نظامی (۱۹۶۷-۱۹۷۴)، حزب کمونیست یونان نقش تعیین کننده‌ای در بسیج خلق، جوانان و دانشجویان، در تظاهرات نوامبر ۱۹۷۳ در دانشگاه آتن ایفاء کرد که سقوط خونتای سرهنگان را شتاب بخشید.
پس از سقوط خونتای سرهنگان در ژوئیه ۱۹۷۴، حزب کمونیست یونان همواره در نخستین خطوط جبهه مبارزه خلق یونان برای استقلال ملی، دموکراسی و عدالت اجتماعی قرار داشت. در سال ۱۹۸۹، به ابتکار حزب کمونیست یونان، اتحاد احزاب سیاسی و شخصیت‌ها زیر نام “ائتلاف نیروهای چپ پیشرو” (یا به نام یونانی آن: (سیناسپیموس) شکل گرفت.
پس از فرو پاشی نظام سوسیالیستی در اروپا، حزب کمونیست یونان موفق شد بر تلاش جدیدی که از سوی گروهی از کادرهای رهبری برای انحلال حزب سازمان داده شده بود، غالب آید. این کادرها، امروز هم در بطن حزب جدیدی به نام نادرست سیناسپیموس فعال هستند. حفظ نام “ائتلاف نیروهای چپ پیشرو” از این جهت نادرست است که ائتلاف نام‌برده پس ازآن‌که حزب کمونیست یونان در ژوئن ۱۹۹۱ آن را ترک گفت، دیگر وجود خارجی ندارد.
حزب کمونیست یونان در پرتو فعالیت‌های روزانه جوانان کمونیست یونان، حضور قدرتمندی در گروه‌های محلی، در سندیکاهای زحمتکشان، در انجمن‌های کشاورزان، در جنبش‌های دانش جویان و دانش آموزان و به گونه‌ای کلی در نزد جوانان، دارد.
حزب کمونیست یونان تنها حزبی بود که در یونان علیه پیمان ماستریخت و علیه گسترش “اتحادیه اروپا” رای داد که آن‌را اتحادیه سرمایه زیر تسلط سه یا چهار قدرت بزرگ اروپائی ارزیابی می‌کند که آلمان نقش نخستین را در آن ایفاء می‌نماید.
از سال‌ها پیش، حزب کمونیست یونان به گونه‌ای ریشه‌ای مخالفت خود را با سیاست پیش گرفته از سوی دو حزب در قدرت یعنی پازوک و ان. د؛ و هم‌چنین با سیاست‌هائی که به از بین بردن بنیادهای تولیدی کشور، ایجاد سختی و مشقت بسیار و بی‌کاری می‌انجامد، اعلام می‌دارد.
امروزه حزب کمونیست یونان هدف خود را بر این گذاشته است که از طریق حضور و عمل روزانه اش به خلق یونان نشان دهد که راه منفی طی شده توسط یونان تا این لحظه بازگشت پذیر است، راه برون‌رفت و راه حل سیاسی مثبتی برای زحمتکشان کشور وجود دارد.
در ماه مه ۱۹۹۶، حزب کمونیست یونان پانزدهمین کنگره خود را که در آن برنامه نوین حزب و هم‌چنین مقررات جدید داخلی حزب تصویب شد، برگزار کرد.